# Dürrhennersdorf
Dürrhennersdorf är en kommun och ort i Landkreis Görlitz i förbundslandet Sachsen i Tyskland. Kommunen har cirka 900 invånare.
Kommunen ingår i förvaltningsområdet Neusalza-Spremberg tillsammans med kommunerna Neusalza-Spremberg och Schönbach.